# 서눌
서눌(徐訥, 생년 미상~1042년 6월 13일)은 고려의 문신이다. 본관은 이천이며, 서희의 아들이다.

## 생애
996년에 과거에서 갑과로 장원 급제하였다. 1016년에 중승이 되고, 1017년 형부시랑이 되어 송나라에 사신으로 다녀왔다. 1018년 상서이부시랑 겸 좌간의대부를 거쳐 국자좨주 지이부사를 지냈다.
딸이 고려 현종의 제6비인 원목왕후가 되자 1022년 중추사 우산기상시에 제수되었다가 차례를 건너뛰어 문하시랑 동내사문하평장사 판상서이부사로 임명되었다.
1031년 검교태사를 거쳐 문하시중으로 승진하였다.
정종 때에는 판도병마사가 되었다. 왕이 호부낭중 유선을 거에 보내어 안무에 대한 사의를 표하려 하자, 서눌이 아뢰어 이르기를, “지난해에 거란이 압록강 동쪽에 성과 보루를 증축하고서 이제 와서 다시 화친하려고 하니, 유선이 가는 길에 표문을 부쳐 파기할 것을 요청하십시오.”라고 하였다. 왕이 그 말을 따랐다.
1041년에 궤장을 하사 받았고, 중대광에 올랐다. 1042년에는 2번 표문을 올려 사직을 간청하였지만 허락되지 않았다. 서눌이 병들어 지장사에서 머물렀는데, 왕이 우승선 김정준을 보내어 문병하였고, 어의 2벌, 곡식 1,000석, 말 2필을 사원에 시주하여 복 받기를 빌게 하였다. 병이 위독해지자 친히 문병하고서 제서를 내려 삼중대광 내사령으로 올리고, 자손에게는 영업전을 하사하였다. 그가 죽자 왕은 애도하고, 간경이란 시호를 내렸으며, 후에 정종의 묘정에 배향하였다. 1086년에 선왕의 시호를 피하여 원숙으로 고쳤다.